# 卡內基 (喬治亞州)
卡內基（英語：Carnegie）是位於美國喬治亞州蘭道夫縣的一個非建制地區。該地的面積和人口皆未知。

## 地理
卡內基的座標為31°38′35″N 84°46′45″W / 31.64306°N 84.77917°W，而該地的平均海拔高度為120米（即394英尺）。